# Васильевское (Щёлковский район)
Васильевское — деревня в Щёлковском районе Московской области России. Расположена на правом берегу реки Клязьмы. Входит в состав городского поселения Щёлково.

## География
Деревня находится к северо-востоку от Москвы, на правом берегу реки Клязьмы.
С востока к деревне примыкает посёлок Краснознаменский, с юга — пгт Загорянский.
Расстояние до МКАД составляет 17 км езды, до райцентра — 6 км.

## Население
| 1852 | 1859 | 1869 | 1926 | 2002 | 2006 | 2010 |
| ---- | ---- | ---- | ---- | ---- | ---- | ---- |
| 85   | ↗100 | ↗114 | ↗233 | ↘119 | ↘118 | ↘61  |

## История
Название своё деревня получила, ещё будучи пустошью, по имени первого известного владельца окружающих земель — боярина и воеводы на службе у московского князя Ивана III Васильевича — Василия Фёдоровича Образца-Симского из рода Добрынинских, как и располагающееся по другую сторону Клязьмы село Образцово. В дальнейшем местностью владел его сын — Иван Васильевич Хабар-Симский.
В соответствии с Писцовой книгой земель 1584—1586 годов, находившихся в прежнем Боховом стане Московского уезда, следует, что селом Образцово с прилегающими территориями владел Федор Иванович Образцов-Хабаров.
В 1572—1574 годах земля вместе со всей вотчиной была продана им во владения Суздальского Спасо-Евфимьева монастыря. При этом также отмечается крайне малая заселенность окружающих село Образцово окрестностей «и порозжих земель, равно как и пустошей, имелось значительное количество». Всего монастырю в описываемой местности принадлежало 1 село и 17 пустошей.
В Писцовых книгах 1584—1586 годов местность была названа «пустошью Васильевская на р. на Клязме».
На «Исторических картах» 1623 года деревня упоминается как «Васильевское-Алексеевское тож».
В 1703 году вместе с селом Образцово деревня перешла в частное владение главы Монастырского приказа Ивана Алексеевича Мусина-Пушкина.
В дальнейшем деревней владели также дворянские и купеческие семьи — хозяева села Образцово — Бестужевы-Рюмины, Волконские и Мещаниновы.
На карте 1766 года — Васильевское.
В 1767 году в деревне было 6 домов, в которых жило 28 крестьян.
В конце XVIII в. Маркел Демидович Мещанинов (1750 — 1813/1815)  рядом с соседней деревней Мальцево (Мальцово) выстроил корпуса посессионной суконной фабрики. После этого история деревни переплетается с историей суконной фабрики, на которой начинают работать также жители деревни Васильевское.
В 1830—1840 годах часть земли между деревнями Васильевское и Мальцево Петр Маркелович Мещанинов (? — 1871) продал под устройство суконной фабрики звенигородскому купцу второй гильдии Василию Ивановичу Смолину.
В 1846—1850 годах, во времена Петра Маркеловича Мещанинова, в деревне Васильевской имелось 13 крестьянских дворов с 90 крестьянами (43 мужчины и 47 женщин).
В середине XIX века деревня Васильевская относилась ко 2-му стану Богородского уезда Московской губернии и все ещё принадлежала коллежскому асессору Мещанинову. В деревне было 12 дворов, крестьян 43 души мужского пола и 42 души женского.
В «Списке населённых мест» 1862 года — владельческая деревня 2-го стана Богородского уезда Московской губернии по левую сторону от Хомутовского тракта, в 30 верстах от уездного города и 9 верстах от становой квартиры, при реке Клязьме, с 13 дворами и 100 жителями (50 мужчин, 50 женщин).
На карте 1860 года — Васильевка.
В 1862—1865 годах, в результате административной реформы, деревня Васильевское вошла в состав Гребневской волости Богородского уезда Московской губернии.
По данным на 1869 год — деревня Гребеневской волости 3-го стана Богородского уезда с 18 дворами, 24 деревянными домами и 114 жителями (51 мужчина, 63 женщины), из них 12 грамотных мужчин и 2 женщины. Имелось 20 лошадей, 27 единиц рогатого скота и 6 единиц мелкого, земли было 129 десятин, в том числе 65 десятин пахотной.
В 1913 году — 35 дворов.
7 мая 1919 года деревня Васильевское в составе Гребневской волости Богородского уезда вошла во вновь образованную Щёлковскую волость, переданную в 1921 году в Московский уезд.
На карте 1925 года — Васильевка.
По материалам Всесоюзной переписи населения 1926 года — деревня Васильевское Мальцевского сельсовета Щёлковской волости Московского уезда в 4,5 км от Болшевского шоссе и в 2 км от платформы Соколовская Северной железной дороги, проживало 233 жителя (95 мужчин, 138 женщин), насчитывалось 38 крестьянских хозяйств.
В 1994–2006 годах — деревня Мальцевского сельского округа.

## Интересные факты
Существует предположение, что в 1898 году на правом берегу Клязьмы со стороны деревни Васильевское Исаак Ильич Левитан делал этюды к своей картине «Осень. Река». На полотне изображен храм соседнего села Образцово.